# Māris Čaklais
Māris Čaklais (Saldus, 1940. június 16. – Riga, 2003. december 13.) lett költő, fordító és politikus.

## Élete
1958-ban érettségizett a saldusi középiskolában. 1964-ben szerzett filológus diplomát a Lett Tudományegyetem Történelem-filológia fakultásán. Újságírói tevékenységét már egyetemistaként megkezdte a Literatūra un Māksla (Irodalom és élet) irodalmi folyóiratnál. 1966-1969 között a Liesma könyvkiadó szerkesztője. 1969-ben visszatér a Literatūra un Māksla szerkesztőségében ahol a költészetért felelős szerkesztő, 1970-től az irodalmi szerkesztőség vezetője. 1987-től 1991-ig a folyóirat főszerkesztője. 1990 és 2003 között a Szabad Európa Rádió lett nyelvű adásának szerkesztője.
Az 1970-es években többször megfordult Magyarországon. Egyik verseskötetét a Szigligeti Alkotóházban töltött 3 hónapos alkotói szabadsága alatt írta. Mint műfordító, Radnóti Miklós verseit fordította lett nyelvre. A Saplēstā elēģija című válogatást a Liesma kiadó adta ki 1976-ban.

## Művei
- Pirmdiena (1965, versek)
- Kājāmgājējs un mūžība (1967, versek)
- Lapas balss (1969, versek)
- Dzer avotu, ceļiniek (1969, esszék)
- Zāļu diena (1972, versek)
- Bimm-bamm (1973, gyermekversek)
- Sastrēgumstunda (1974, versek)
- Saule rakstāmgaldā (1975, esszék)
- Cilvēks, uzarta zeme (1976, versek)
- Strautuguns (1978, versek)
- Minkuparks (1978, gyermekversek)
- Pulksteņu ezers (1979, versek)
- Uz manām trepēm (1979, válogatott versek)
- Nozagtā gliemežnīca (1980, esszék)
- Kurzemes klade (1982, versek)
- Cilvēksauciena attālumā (1984, versek)
- Ķocis (1984, gyermekversek)
- Profesionālis un ziedlapiņas (1985, esszék)
- Labrīt, Heraklīt! (1989, versek)
- Mīlnieks atgriežas noziegumvietā (1989, versek)
- Aprīļa pilieni (1990, gyermekversek)
- Četri balti krekli (1991, válogatott versek)
- Slepeni ugunskuri (1992, versek)
- Izgāja bulvārī brīvība (1994, versek)
- Viņi dejoja vienu vasaru (1996, válogatott versek)
- Divi dzīvi zaldātiņi un citas pasakas (1996, elbeszélések)
- Vientuļš riteņbraucējs (1997, versek)
- Spīdola un putnusuņi (1997, válogatott versek)
- Impērijas pēdējās kapeikas (1997, elbeszélések)
- Im Ka. Imants Kalniņš laikā un telpā (1998, elbeszélések)
- Uzraksti uz sētas (1999, bērnu versek)
- Mana mājas lapa tavai mājas lapai (2000, versek)
- Desmit mīlas dziesmas Rīgai (2000, versek)
- Dzeguzes balss (2000, válogatott versek)
- Laiks iegravē sejas. Uzmetumi memuāriem (2000, elbeszélések)
- Pagaidu latvietis (2002, versek)
- Gaismas kungs jeb Sāga par Gunaru Birkertu (2002, elbeszélések)
- Jautrā govs, skumjā govs (2002, elbeszélések)

### Magyar fordítások
- Ablak a tavaszi térre (Mai szovjet költők) Fordító: Rab Zsuzsa, Kozmosz, 1975 ISBN 963-211-082-X
- Lombos ágak szívverése (Versek mondákról és fákról – Műfordítások) Fordító: Tandori Dezső, Kozmosz, 1983 ISBN 963-211-417-5
- Színkép (Új nemzedékek műfordításaiból), Kozmosz, 1984 ISBN 963-211-613-5
- Csillagok órája, Európa, 1980 ISBN 963-07-2051-5
- Ma mondd (Mai szovjet költők), 1984 ISBN 963-07-3592-x

Folyóiratban:
- Nagyvilág 1974. november XIX. évfolyam 11. szám Fordító: Rab Zsuzsa, 1977. november XXII. évfolyam 11. szám Fordító: Tandori Dezső
- Szovjet Irodalom 1978/8; 1979/12; 1982/12; 1985/2; 1987/4.
- Kincskereső 1979. szeptember